# Providencia rettgeri
Providencia rettgeri es una bacteria gramnegativa que es generalmente encontrada en agua y entornos de tierra. Pertenece al género Providencia, junto con Providencia stuartii, Providencia alcalifaciens, y Providencia rustigianii.
P. rettgeri puede ser incubada a 37 °C en agar nutritivo o caldo nutritivo. Fue descubierta en 1904 después de una epidemia de aves marinas. Cepas de la especie también han sido aisladas del género de nematodo Heterorhabditis.

## Identificación
P. rettgeri puede ser identificado por su motilidad y su capacidad de producir ácido de manitol. No produce gas de glucosa y no fermenta lactosa. También no produce ácido sulfhídrico o ácido de xilosa.

## Patología
Providencia rettgeri puede causar un número de infecciones oportunistas en humanos y puede ser encontrado en el intestino humano. Es una causa importante  de la diarrea del viajero. Cepas de P. rettgeri también han sido encontradas causando infecciones del tracto urinario e infecciones de ojo.